# Йон Велес
Йон Велес Мартінес (нар. 17 лютого 1985, Тафалья, Наварра) — іспанський футболіст, що виступає за команду «Пенья Спорт» на позиції нападника.

## Клубна кар'єра
Йон Велес починав футбольну кар'єру в скромному клубі «Пенья Спорт», де 2003 року футболіста помітив і придбав «Атлетік Більбао». Ігрової практики він набував у команді дублерів Атлетіка та його Фарм-клубах. Зрештою його віддали в оренду клубові «Баракальдо», що теж виступав у Сегунда дивізіоні Б. За основний склад він дебютував 26 серпня 2007 року, коли в рамках Ла-Ліги його команда зіграла вдома внічию 0-0 проти «Осасуни».
Другу частину сезону 2007—2008 футболіст провів на правах оренди в клубі «Еркюлес», що виступав у Сегунда Дивізіоні. Упродовж одного сезону йому вдалося зіграти одразу в трьох основних лігах іспанського футболу. У 2008–2009 роках Велес мав гарантоване місце в основі, загалом зігравши 28 ігор, хоча з них тільки 4 повністю. 9 травня 2009 року він забив єдиний гол у домашній перемозі Атлетіка над бетіським «Реалом».
У першій половині сезону 2010–2011 Велес провів лише п'ять офіційних матчів за «Атлетік», виходячи на заміну в другому таймі. 19 січня 2011 року він перейшов на правах оренди до «Нумансії» з другого дивізіону, возз'єднавшись з колишнім одноклубником по Атлетіку та тезкою Іньїго Велесом. Новий головний тренер клубу Марсело Б'єлса не бачив місця футболістові в команді, тому наприкінці липня той розірвав контракт з «Атлетіком» і підписав угоду з «Жироною», що виступала в тому ж дивізіоні, а його колишній клуб зберіг можливість викупу назад наприкінці сезону 2011–12.
3 жовтня 2011 року, під час виїзного поєдинку проти «Хереса», Велес зіткнувся з воротарем господарів Тоні Добласом, зазнавши неабиякої травми правого коліна, що вивела його з гри до кінця сезону. У липні 2013 року він підписав контракт з «Депортіво Алавесом», який щойно вийшов до другої ліги.
13 липня 2015 року Велес уклав угоду на один рік теж з друголіговим «Мірандесом». До третього дивізіону він повернувся перед початком сезону 2016-17, як гравець «Туделано».
У листопаді 2017 року в матчі проти свого колишнього клубу «Мірандес» Велеса вилучили з поля за те, що він вдарив суперника. За це його дискваліфікували на чотири гри, але після апеляції цей строк скоротили до двох матчів.
24 червня 2019 року 34-річний Велес повернувся до «Пенья Спорт».